# Lexa (Arkansas)
Lexa est un village situé dans l’État américain de l'Arkansas, dans le comté de Phillips.